# ロマヌス・フーベルトゥス
ロマヌス・フーベルトゥス（Romanus Hubertus, 1906年10月4日 - 1969年6月4日）は、ドイツの指揮者。本名はフーベルト・レマー (Hubert Römer)。
エッセンの出身。生地でアルフォンス・ドレッセル、マックス・フィードラー、カール・エーレンベルク、ヘルマン・メイスナーに音楽を学び、1927年から1931年までケルン音楽院のヘルマン・アーベントロートの下で指揮法、フィリップ・ヤルナッハに作曲を師事した。ケルン音楽院を卒業後は、ブレスラウで歌唱指導の仕事に就き、1933年から1936年までオルデンブルク国立歌劇場の指揮者陣に加わった。1936年にケーニヒスベルクの歌劇場に転出し、1942年から1946年までグラーツ歌劇場の音楽監督を務めた。その後は、クレーフェルト及びメンヒェングラートバッハの劇場の音楽総監督となった。
メンヒェングラートバッハにて没。